# Geisenhofen (Egenhofen)
Geisenhofen ist ein Gemeindeteil von Egenhofen im oberbayerischen Landkreis Fürstenfeldbruck.

## Geografie
Das Dorf liegt circa einen Kilometer südlich von Aufkirchen. Der Ort ist über die Kreisstraßen FFB 1 und FFB 9 zu erreichen.

## Geschichte
Am 5. März 1901 wurde der bekannte Räuber Mathias Kneißl im Aumacher-Anwesen in Geisenhofen von der Polizei festgenommen und dabei schwer verletzt. Nach seiner Genesung und dem anschließenden Gerichtsprozess, der mit dem Todesurteil endete, wurde Kneißl 1902 in Augsburg hingerichtet.
Als Ortsteil der ehemals selbstständigen Gemeinde Aufkirchen, zu der Geisenhofen seit dem Jahr 1818 gehörte, wurde Geisenhofen am 1. Mai 1978 mit dieser nach Egenhofen eingegliedert.